# His Only Child
His Only Child è un cortometraggio muto del 1910 diretto da Tom Ricketts.

## Trama
Philip Strong è un magnate delle ferrovie multimilionario. Tutto preso dai suoi affari, ha pochissimo tempo da dedicare al suo unico figlio che, orfano di madre, cresce senza alcun controllo. Testardo e ribelle, il piccolo provoca in continuazione una marea di guai. Tanto che, venuto in possesso di un'arma - lasciata incautamente in casa da suo padre - finisce per ferirsi gravemente. L'infermiera che gli resta accanto durante la convalescenza riuscirà a conquistarsi il suo affetto mentre il padre continua a restare assente da casa, sempre dedito al lavoro. Così, quando il ragazzo respingerà il padre per correre invece tra le braccia della donna, Strong giungerà alla conclusione che l'infermiera abbia brigato per alienargli l'affetto del figlio e deciderà di licenziarla. Ma, alla fine, si renderà conto di aver sempre sbagliato tutto.

## Produzione
Il film fu prodotto dalla Essanay Film Manufacturing Company.

## Distribuzione
Distribuito dall'Essanay, il film - un cortometraggio di una bobina - uscì nelle sale cinematografiche USA l'8 gennaio 1910.